# Lauren Tamayo
Lauren Tamayo (* 25. Oktober 1983 in Bethlehem, Pennsylvania) ist eine ehemalige US-amerikanische Radrennfahrerin, die auf Bahn und Straße aktiv war.

## Sportliche Laufbahn
Lauren Tamayo wuchs in Allentown auf und begann im Alter von zwölf Jahren mit dem Radsport auf der Radrennbahn des nahegelegenen Valley Preferred Cycling Center. Sie bestritt aber auch Rennen auf der Straße. Später begründete sie gemeinsam mit ihrem Mann Mike Tamayo das Radsportteam Victory Brewing, das bis 2006 bestand. 2014 wechselte sie zum UnitedHealthcare Women's Team, das von ihrem Mann gemanagt wurde.
Auf der Bahn war Tamayo hauptsächlich in der Mannschaftsverfolgung erfolgreich. Mehrfach stand sie mit dem amerikanischen Team bei Läufen des Bahnrad-Weltcups auf dem Podium. Bei den UCI-Bahn-Weltmeisterschaften 2010 in Ballerup wurde sie Vierte gemeinsam mit Sarah Hammer und Dotsie Bausch und errang im selben Jahr gemeinsam mit denselben Fahrerinnen die Goldmedaille bei den Panamerikanischen Rad-Meisterschaften in Aguascalientes. Dabei stellte das Team einen neuen Weltrekord über 3.19,569 min auf, der bis zum April 2012 Bestand hatte. Bei der Bahn-WM 2012 in Melbourne erreichte das Team Rang fünf.
Bei den Olympischen Spielen 2012 in London errang Lauren Tamayo gemeinsam mit Sarah Hammer und Dotsie Bausch die Silbermedaille in der Mannschaftsverfolgung. 2015 errang sie gemeinsam mit Kelly Catlin, Sarah Hammer und Jennifer Valente bei den panamerikanischen Meisterschaften die Silbermedaille in der Mannschaftsverfolgung. Ende der Saison 2016 beendete Tamayo ihre aktive Radsportlaufbahn.

## Erfolge
2012
- Olympische Spiele – Mannschaftsverfolgung (mit Sarah Hammer und Dotsie Bausch)
- US-amerikanische Meisterin – Mannschaftsverfolgung (mit Jacquelyn Crowell und Cari Higgins)

2015
- Panamerikaspiele – Mannschaftsverfolgung (mit Kelly Catlin, Sarah Hammer und Jennifer Valente)

## Teams
- 2008–2009 Tibco To The Top
- 2013 Exergy Twenty16
- 2014 UnitedHealthcare Women's Team
- 2015 UnitedHealthcare Women's Team
- 2016 UnitedHealthcare Women's Team